# 土曜朝6時 木梨の会。
『土曜朝6時 木梨の会。』（どようあさろくじ きなしのかい）は、2018年10月6日からTBSラジオで放送されている生トーク番組。

## 概要
2018年9月9日にTBSラジオ「ラジオワールド」にて放送された特別番組『のりたけやま』内の「大事な報告」にて、放送開始が発表された。50代になって朝型生活に変わったとんねるずの木梨憲武が「いろいろな人の話を聞きながら、土曜日・日曜日の休みを充実させるお手伝い」をする番組。内容は、この1週間のメールを募りながら、「起きている人に電話しちゃおう」「来られる人はスタジオに来ちゃえ」など、リスナーとの交流を積極的に行うというもの。
基本的にタイトルコールが無く、冒頭に木梨が軽くあいさつした後すぐに雑談などフリートークの流れになる。また、たまに木梨が放送開始時刻でも雑談を続けていてその様子がそのまま放送されたり、スタジオ入りに間に合わず（大概タバコ休憩が多い）10秒ほど遅れて入ることもあり、その際に準レギュラーの所から突っ込みや指摘を受けるなど、タイムテーブルを基本としながらフリーダムな進行であるのも特徴である。
ゲストや準レギュラーは原則スタジオ生出演であるため、2024年8月3日の15人（ほうれんそうの会でインフォマーシャルを担当したアサヒ緑健関係者を入れると18人）という大所帯の回もあった。また稀に撮って出し（生放送形式の録音。正月前後など）となる日もある。

## 出演者
2024年4月現在

### パーソナリティ
- 木梨憲武（とんねるず）

### アシスタント
いずれもTBSアナウンサー（女性）で、2020年以降は以下の人物から1名が週替わりで担当。

#### 現在
- 近藤夏子（2020年1月4日 - ）[注 1]
- 山形純菜（2023年10月14日 - ）[注 2]
- 吉村恵里子（2024年4月13日 - ）[注 3]

#### 過去
- 古谷有美（2018年10月6日 - 2019年12月28日）
- 山本里菜（2020年1月18日 - 2023年9月30日）[注 4]
- 篠原梨菜（2020年1月11日 - 2024年3月30日）[注 5]

### 準レギュラー
- 所ジョージ（歌手）　※毎週出演でレギュラー格扱いだが、「笑ってコラえて！」のロケ撮影等で欠席する場合がある。
- ヒロミ（B21スペシャル）
- カンニング竹山（お笑いタレント）
- 矢吹俊郎（矢吹エージェンシー）
- 遠藤章造（ココリコ）
- KIMI（DA PUMP）
- ISSA（DA PUMP）
- 福井尚基（サンヨー食品）
- 新浜レオン（歌手）
- 田中あいみ（歌手）

## タイムテーブル
※当項記載の提供スポンサーは、インフォマーシャルの「木梨にほうれんそうの会」を除き、すべてTBSラジオのみ。ローカルセールスの番組なので、ネット局によってスポンサーは異なる。
- 6:00 オープニングトーク（ペラペラペーラ）
  - 木梨一人でのフリートーク。ゲストがいる場合や話の流れによっては、アシスタントや放送作家の佐藤研などもトークに参加する時がある。
- 6:20 コーナー（1）
  - 基本的にはアシスタントはここで紹介されトークに参加する。

（6:30で終了のNBC・NBCラジオ佐賀の飛び降りポイント）
- 6:30 ヘッドラインニュース （ヨドバシカメラ、東洋熱工業、太田胃散提供）- アシスタントが担当するが、スタジオ外から放送しているときはニュースデスクが読む。

（6:30開始のMRTの飛び乗りポイント）
- 6:35 コーナー（2）「木梨にほうれんそうの会。」
  - 毎月月替わり（4回 - 5回）で、番組の趣旨に協賛する企業・団体の関係者を招きプレゼンテーション（広義のインフォマーシャル）を行う。
  - これまでに、サンヨー食品（サッポロ一番）、ソフトバンク、テンピュール、マイナビ、サボリーノ、共立メンテナンス、ガウイノベーションなどの協賛を得ており、リスナー参加企画も盛り込んで展開している。リスナー参加型企画ではその月の最優秀賞[注 6]に協賛各社提供の賞品が贈呈されることもある[注 7]。なお2020年4月 - 6月の放送は新型コロナウィルスの影響で営業活動に制限があったため、企業の協賛ができず、リスナーの企画依頼が主だった。

（6:50終了のRKKの飛び降りポイント）
- 6:50 交通情報（ロジスティード=旧日立物流提供、ネット局は各局別に差し替え又はBGMのみ）
- 6:55 エンディング

ネットラジオ（ポッドキャスト、ラジオクラウド　放送直後数時間程度で更新）では、ニュース・交通情報・楽曲関係を除く大半のコーナーを配信している。

## ネット局

### 現在
| 放送対象地域  | 放送局            | 放送時間    | 放送開始        | 備考                       |
| ------------- | ----------------- | ----------- | --------------- | -------------------------- |
| 関東広域圏    | TBSラジオ         | 6:00 - 7:00 | 2018年10月6日 - | 制作局                     |
| 秋田県        | 秋田放送（ABS）   | 6:00 - 7:00 | 2018年10月6日 - | [ 注 9 ]                   |
| 山形県        | 山形放送（YBC）   | 6:00 - 7:00 | 2018年10月6日 - | [ 5 ] [ 注 10 ]            |
| 福島県        | ラジオ福島（rfc） | 6:00 - 7:00 | 2018年10月6日 - | [ 6 ] [ 注 11 ]            |
| 新潟県        | 新潟放送（BSN）   | 6:00 - 7:00 | 2018年10月6日 - | [ 7 ]                      |
| 富山県        | 北日本放送（KNB） | 6:00 - 7:00 | 2018年10月6日 - | [ 8 ] [ 注 12 ]            |
| 石川県        | 北陸放送（MRO）   | 6:00 - 7:00 | 2018年10月6日 - | [ 注 13 ] [ 9 ]            |
| 福井県        | 福井放送（FBC）   | 6:00 - 7:00 | 2018年10月6日 - | [ 10 ]                     |
| 中京広域圏    | CBCラジオ         | 6:00 - 7:00 | 2018年10月6日 - | [ 注 14 ] [ 11 ]           |
| 岡山県        | RSK山陽放送       | 6:00 - 7:00 | 2018年10月6日 - | [ 12 ] [ 注 15 ]           |
| 鳥取県 島根県 | 山陰放送（BSS）   | 6:00 - 7:00 | 2018年10月6日 - | [ 注 16 ] [ 13 ]           |
| 山口県        | 山口放送（KRY）   | 6:00 - 7:00 | 2018年10月6日 - | [ 注 17 ] [ 注 18 ] [ 14 ] |
| 香川県        | 西日本放送（RNC） | 6:00 - 7:00 | 2018年10月6日 - | [ 15 ]                     |
| 高知県        | 高知放送（RKC）   | 6:00 - 7:00 | 2018年10月6日 - | [ 16 ]                     |
| 大分県        | 大分放送（OBS）   | 6:00 - 7:00 | 2018年10月6日 - | [ 注 19 ] [ 注 15 ]        |
| 静岡県        | 静岡放送（SBS）   | 6:00 - 7:00 | 2019年4月6日 -  |                            |
| 広島県        | 中国放送（RCC）   | 6:00 - 7:00 | 2020年4月4日 -  | [ 注 20 ]                  |
| 鹿児島県      | 南日本放送（MBC） | 6:00 - 7:00 | 2020年4月4日 -  | [ 17 ]                     |
| 福岡県        | RKB毎日放送       | 6:00 - 7:00 | 2020年10月3日 - | [ 18 ] [ 注 21 ]           |
| 山梨県        | 山梨放送（YBS）   | 6:00 - 7:00 | 2021年4月3日 -  |                            |
| 近畿広域圏    | ラジオ大阪（OBC） | 6:00 - 7:00 | 2023年4月1日 -  | [ 注 22 ] [ 注 23 ]        |
| 北海道        | 北海道放送（HBC） | 6:00 - 7:00 | 2024年10月5日 - |                            |
| 熊本県        | 熊本放送（RKK）   | 6:00 - 6:50 | 2020年10月3日 - | [ 注 15 ]                  |
| 長崎県 佐賀県 | 長崎放送（NBC）   | 6:00 - 6:30 | 2019年4月6日 -  |                            |
| 宮崎県        | 宮崎放送（MRT）   | 6:30 - 7:00 | 2018年10月6日 - | [ 19 ] [ 注 25 ]           |

### 過去
| 放送対象地域 | 放送局          | 放送時間    | 放送期間                      | 備考                                                                                            |
| ------------ | --------------- | ----------- | ----------------------------- | ----------------------------------------------------------------------------------------------- |
| 沖縄県       | 琉球放送（RBC） | 6:00 - 6:30 | 2018年10月6日 - 2019年3月30日 |                                                                                                 |
| 岩手県       | IBC岩手放送     | 6:30 - 7:00 | 2018年10月6日 - 2021年3月27日 | 6:30 - 気象予報士 伊藤香 季節の足音 6:45 - いわての山 トレッキングガイド を放送するため打ち切り |

## 関連番組

### 木梨の貝。
2018年11月6日から配信されているスピンオフ動画。課題解決バラエティーと題され、ラジオで出た疑問やリスナーからの質問を木梨が独自のアイディア、人脈を活用し解決していく。
当初はヤフーが運営していた動画配信サイト「GYAO!」にて配信されていた。初期は約15分番組。毎週月曜日21時更新だったが、2019年5月18日配信分から毎週土曜日7時更新に変更。GYAO!が2023年3月31日にサービスを終了したことを受けて、配信プラットフォームを同年4月1日からU-NEXTが運営する「Paravi」に変更した上で制作・配信を継続。

## イベント
- 木梨の音楽会。（2020年10月　愛知県芸術劇場、オリックス劇場（大阪）、東京国際フォーラム）
  - 新型コロナウィルス拡散防止対策の一環として全席指定席としたうえで、入場者の居住地制限（愛知 -東海4県と長野県、大阪 - 近畿6府県、東京-関東8都県の在住・在勤・在学者限定。同行者も同文）を敷いて開催。
- 木梨の大音楽会。『フェスってゆー!!』（2020年12月26日　パシフィコ横浜・国立大ホール）
  - 同日の公演の模様を収録したオンライン配信が2021年1月2日～1月31日に公開された。